# Cryptotis nelsoni
Espèce
Statut de conservation UICN

 CR B1ab(i,ii,iii) : 
En danger critique
Répartition géographique
Cryptotis nelsoni est une espèce de musaraigne, du genre Cryptotis, de la sous-famille des Soricinae de la famille des Soricidae. Menacée d'extinction, l'espèce est endémique des pentes du volcan San Martín Tuxtla dans l'État de Veracruz au Mexique. Elle fait partie de la liste des 100 espèces les plus menacées au monde établie par l'UICN en 2012.